# Handsome Harry
Pour plus de détails, voir Fiche technique et Distribution.
Handsome Harry est un film américain réalisé par Bette Gordon, sorti en 2009.

## Synopsis
Harry Sweeney, un électricien qui mène une vie tranquille dans une petite ville, reçoit un coup de téléphone de Tom Kelly, un ancien camarade de l'époque de la guerre du Viêt Nam qu'il n'a pas revu depuis. Kelly est mourant et recherche le pardon d'un autre camarade de cette époque, David Kagan. Il demande donc à Harry de le retrouver. Réticent, Harry accepte néanmoins et part rendre visite à d'autres anciens amis afin d'exhumer un douloureux secret.

## Fiche technique
- Réalisation : Bette Gordon
- Scénario : Nicolas T. Proferes
- Photographie : Nigel Bluck
- Montage : Keiko Deguchi
- Musique : Anton Sanko
- Sociétés de production : Worldview Entertainment et The Film Community
- Pays d'origine :  États-Unis
- Langue originale : anglais
- Format : couleur - 2,35:1
- Genre : drame
- Durée : 94 minutes
- Dates de sortie : 
  -  États-Unis : 25 avril 2009 (Festival du film de Tribeca) ; 16 avril 2010 (sortie limitée)

## Distribution
- Jamey Sheridan : Harry Sweeney
- Steve Buscemi : Thomas Kelly
- Mariann Mayberry : Judy Rheems
- Aidan Quinn : professeur Porter
- John Savage : Peter Rheems
- Campbell Scott : David Kagan
- Titus Welliver : Gebhardt
- Karen Young : Muriel
- Bill Sage : Pauly
- Jayne Atkinson : la femme de Kelly

## Accueil
Ce film indépendant n'est sorti aux États-Unis que dans quatre salles de cinéma.
Il obtient 74 % de critiques positives, avec une note moyenne de 6,6/10 et sur la base de 23 critiques collectées, sur le site Rotten Tomatoes. Sur Metacritic, il obtient un score de 59/100, sur la base de 10 critiques collectées.